# Ormöga
Ormöga (Omphalodes verna) är en växtart i familjen strävbladiga växter. 